# Audiovisual

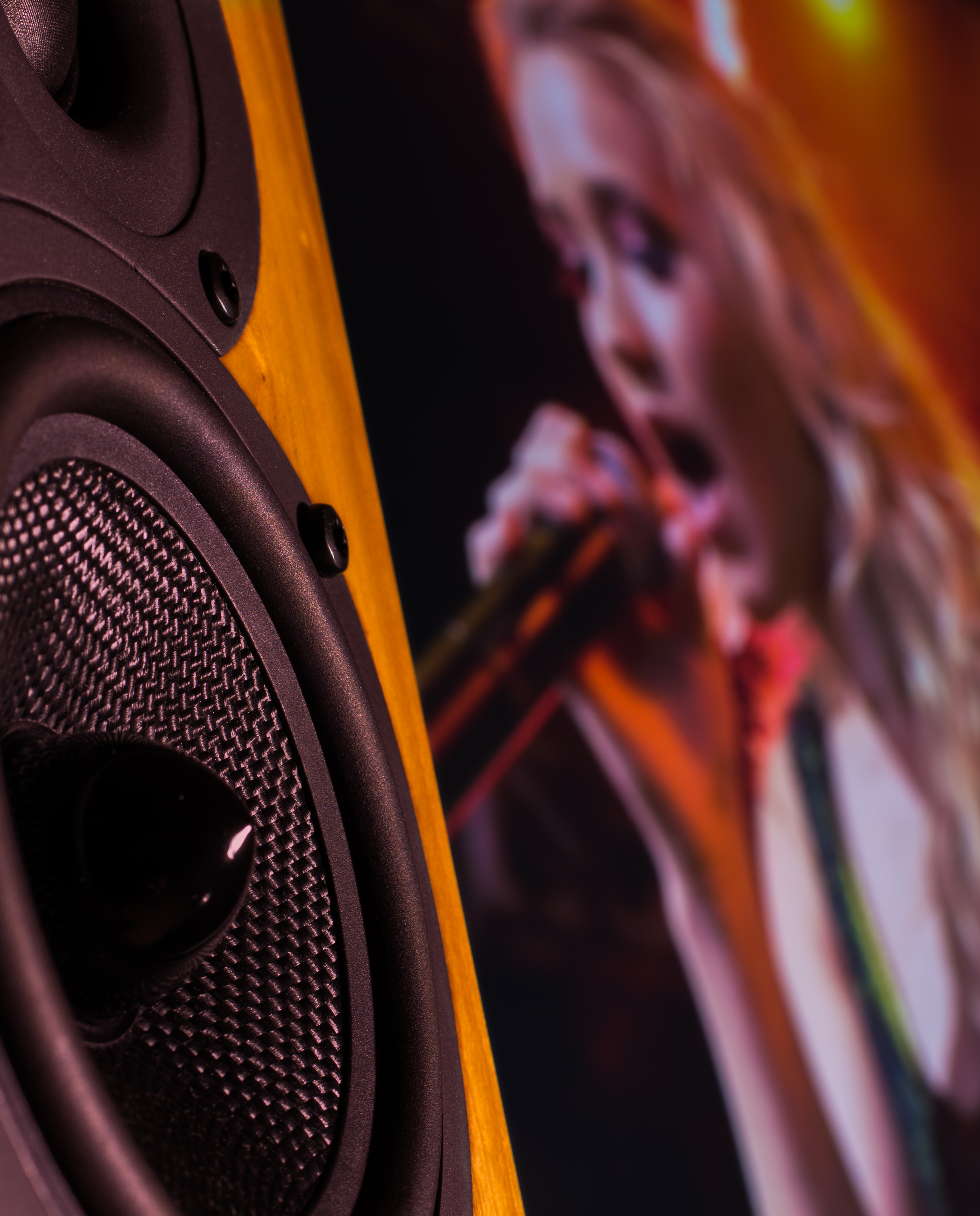
Los componentes audiovisuales de alta calidad reproducen la experiencia de un concierto en directo.

Audiovisual (AV), en su concepto, es un medio electrónico con componentes sonoros y visuales, como presentaciones de diapositivas, películas, programas de televisión, conferencias de empresa, servicios religiosos y producciones teatrales en directo.
Los proveedores de servicios audiovisuales suelen ofrecer servicios de transmisión por Internet, videoconferencia y retransmisión en directo. La industria audiovisual profesional cuenta con empresas que proporcionan tanto hardware como software y servicios. Estas organizaciones suelen denominarse integradores de sistemas y realizan tanto la instalación como la integración de distintos tipos de equipos audiovisuales de múltiples fabricantes en espacios para crear la experiencia audiovisual para el usuario.
Los equipos audiovisuales basados en ordenador se utilizan a menudo en la educación, y muchas escuelas y universidades instalan equipos de proyección y utilizan tecnología de pizarra interactiva.

## Componentes
Aparte de la instalación de los equipos, dos elementos importantes del audiovisual son el cableado y el control del sistema. Si alguno de estos componentes está defectuoso o falta, es posible que el sistema no ofrezca un rendimiento óptimo.
El cableado es una habilidad que no sólo requiere una selección adecuada de la clasificación de los cables en función de una serie de factores, como la distancia al bastidor principal, la frecuencia y los códigos de incendios, sino que los cables también deben estar fuera de la vista, detrás de las paredes y en el techo, siempre que sea posible. El rendimiento del sistema también depende de la integridad de los cables. Si los cables quedan expuestos o se manipulan mal durante el cableado, es posible que las señales no se transmitan con fluidez, lo que podría comprometer la calidad. Los cables deben estar bien organizados en el componente principal y debidamente etiquetados para facilitar su consulta.
El control se refiere a cómo funcionará el sistema y cómo se comunicarán todos los componentes instalados. Los dispositivos de automatización de sistemas de fabricantes como RTI, Crestron, Control4, AMX, Lightware y otros están programados para integrar los diversos componentes del sistema y facilitar su uso desde varios dispositivos. Por ejemplo, cuando se programa adecuadamente, un sistema de control puede permitir que un televisor de la zona uno se apague automáticamente cuando se enciende la música de la zona dos. Sin una programación de control adecuada, el televisor de la zona uno seguiría encendido aunque se encendiera la música de la zona dos.

## Día Mundial del Patrimonio Audiovisual
El 27 de octubre se celebra el Día Mundial del Patrimonio Audiovisual.
En 2005 la Unesco aprobó la celebración del Día Mundial del Patrimonio Audiovisual, para concienciar a las personas sobre el valor de los documentos audiovisuales. El objetivo es salvar toda la historia que se encuentra dentro de todos los archivos audiovisuales de los siglos XX y XXI.